# جان آکینده
جان آکینده (انگلیسی: John Akinde؛ زادهٔ ۸ ژوئیهٔ ۱۹۸۹) بازیکن فوتبال اهل بریتانیا است.
از باشگاه‌هایی که در آن بازی کرده‌است می‌توان به باشگاه فوتبال مارگیت، باشگاه فوتبال پورتسموث، باشگاه فوتبال کراولی تاون، باشگاه فوتبال بریستول راورز، باشگاه فوتبال ابسفلیت یونایتد، باشگاه فوتبال آلفرتون تاون، باشگاه فوتبال داگنم و ردبریج، باشگاه فوتبال برنتفورد، باشگاه فوتبال بارنت، باشگاه فوتبال بریستول سیتی، و باشگاه فوتبال وایکام واندررز اشاره کرد.